# Protolychnis
Protolychnis é um gênero de traça pertencente à família Agonoxenidae.